# Rejsen til Saturn (film)
 For alternative betydninger, se Rejsen til Saturn (flertydig). (Se også artikler, som begynder med Rejsen til Saturn)
Rejsen til Saturn er en dansk, satirisk, animeret science fiction-film fra 2008. Manuskriptet er skrevet af Nikolaj Arcel og Rasmus Heisterberg, og filmen er produceret af A. Film A/S. Rejsen til Saturn er en filmatisering af
Claus Deleurans klassiske kulttegneserie fra 1977.
Produktionsholdet på Rejsen til Saturn står bag succesfilmen Terkel i knibe (2004) og senere de to animationsfilm Jensen & Jensen og Ronal Barbaren (begge fra 2011).
Rejsen til Saturn fik biografpremiere den 26. september 2008, og endte med at sælge 400.000 biografbilletter.
Per bliver hyret som navigatør på industrimagnaten Kurt Majs mission til Saturn. Per træder ind i et skævt astronautteam under ledelse af den forstyrrede major Skrydsbøl, og ekspeditionen rejser ud i det uendelige univers. Men Saturn er allerede koloniseret. Og det viser sig, at Kurt Maj havde en hemmelig plan, der vil føre til Jordens udslettelse, Danmarks besættelse og uoverskuelige naturkatastrofer.

## Stemmer
- Iben Hjejle – Susanne (teknisk leder af jordkontrollen)
- Casper Christensen – Per Jensen
- Ali Kazim – kok Jamil Ahmadinejad
- Frank Hvam – sergent Arne Skrydsbøl
- Simon Jul Jørgensen – Fisse-Ole
- Klaus Bondam – skibsreder Kurt Maj
- Peter Belli – saturnsk diktator
- Kjeld Nørgaard – Skt. Peter
- Anders Lund Madsen – Reserve-jesus
- Lars Hjortshøj – Ib (Dansk Ufo-messe)
- Lasse Rimmer – TV Journalist & Gert
- Tobias Dybvad – statsminister Anders Fogh Rasmussen
- Flemming Krøll – Prins Henrik
- Henrik Koefoed – Læge / Alien Forsker
- Puk Scharbau – Tysk Bondepige
- Jonas Schmidt – Agent 1
- Rasmus Bjerg – Agent 2
- Esben Pretzmann – saturnsk soldat
- Ask Rostrup - Intercom-stemme

## Ekstern henvisninger
- Officiel hjemmeside Arkiveret 4. juni 2008 hos  Wayback Machine
- Rejsen til Saturn på Internet Movie Database (engelsk)
- Rejsen til Saturn på Filmdatabasen
- Rejsen til Saturn på danskefilm.dk
- Rejsen til Saturn på danskfilmogtv.dk
- Rejsen til Saturn på Scope
- Rejsen til Saturn på AlloCiné (fransk)
- Rejsen til Saturn på MovieMeter (nederlandsk)
- Rejsen til Saturn på AllMovie (engelsk)
- Rejsen til Saturn på Turner Classic Movies (engelsk)
- Rejsen til Saturn på The Movie Database (engelsk)